# O Beijo no Asfalto (2018)
O Beijo no Asfalto é um filme brasileiro de 2018, do gênero drama. É a terceira versão cinematográfica baseada na peça de teatro homônima escrita por Nelson Rodrigues em 1960, sendo antecedida por O Beijo, filme de 1964 dirigido por Flávio Tambellini, e outro homônimo lançado em 1981 e dirigido por Bruno Barreto. O filme foi dirigido por Murilo Benício, marcando sua estreia como diretor.
Trata-se de uma produção independente através da Republica Pureza Filmes. Benício também acumulou as funções de roteirista e, com Marcello Ludwig Maia, co-produtor. A montagem ficou sob responsabilidade de Pablo Ribeiro, a fotografia ficou na incumbência de Walter Carvalho e a trilha sonora com Berna Ceppas. O filme contou com um elenco de atores e atrizes consagrados, como Lázaro Ramos, Débora Falabella, Stenio Garcia, Fernanda Montenegro, Luiza Tiso, Augusto Madeira, Otávio Müller e Marcelo Flores.
O Beijo no Asfalto teve sua primeira exibição na 41ª Mostra Internacional de Cinema de São Paulo. A estreia oficial aconteceu em 3 de dezembro de 2018 no Espaço Itaú de Cinema, no Rio de Janeiro. Foi lançado nos cinemas brasileiros em 6 de dezembro de 2018.

## Sinopse
A trama se passa no Rio de Janeiro durante a década de 1960. Arandir (Lázaro Ramos), um bancário recém-casado, presencia o atropelamento de um homem em frente a Praça da República. Ao tentar sem sucesso socorrer a vítima, ele atende seu último pedido: um beijo. Arandir beija o homem, mas seu ato é flagrado por seu sogro Aprígio (Stenio Garcia) e fotografado por Amado Ribeiro (Otávio Müller), um repórter policial sensacionalista.

## Elenco
| Ator                 | Personagem        |
| -------------------- | ----------------- |
| Lázaro Ramos         | Arandir           |
| Débora Falabella     | Selminha          |
| Stênio Garcia        | Aprígio           |
| Otávio Müller        | Amado             |
| Luiza Tiso           | Dália             |
| Fernanda Montenegro¹ | D. Matilde        |
| Augusto Madeira      | Cunha             |
| Marcelo Flores       | Comissário Barros |

¹ Interpretou Selminha na montagem original de O Beijo no Asfalto para o teatro em 1960.

## Recepção
| Críticas profissionais | Críticas profissionais |
| Avaliações da crítica  | Avaliações da crítica  |
| Fonte                  | Avaliação              |
| ---------------------- | ---------------------- |
| Folha de S.Paulo       | 4 de 5 estrelas.       |
| O Globo                | 4 de 5 estrelas.       |
| Revista Preview        | 4 de 5 estrelas.       |
| Observatório do Cinema | 4 de 5 estrelas.       |
| Papo de Cinema         | 3.5 de 5 estrelas.     |
| CCine10                | 5 de 5 estrelas.       |
| CineWeb                | 4 de 5 estrelas.       |